# Cattedrale di Cristo (Zanzibar)
La cattedrale di Cristo (in inglese Christ church) è un edificio religioso anglicano sito in Mkunazini Road a Stone Town, nel centro della città vecchia di Zanzibar. Ubicata in una piazza che in passato veniva utilizzata come mercato degli schiavi, è una chiesa storica, nonché uno degli esempi più importanti di architettura paleocristiana nell'Africa orientale. 

## Storia
Fu costruita in sette anni: la posa della prima pietra avvenne il giorno di Natale del 1873 e la chiesa fu inaugurata nel Natale 1879.
Il suo progetto si basa su un'idea di Edward Steere, terzo vescovo anglicano di Zanzibar.
La cattedrale anglicana di Cristo è stata realizzata principalmente in pietra corallina, ha un unico tetto in cemento modellato in un'insolita volta a botte e la sua struttura complessiva mescola dettagli gotici e islamici. La cattedrale fu consacrata nel 1903 e prese il nome di cattedrale di Canterbury.
Edward Steere morì di infarto quando la cattedrale era quasi completata e fu sepolto dietro l'altare.

## Descrizione
La chiesa è piccola ed austera e, dal punto di vista architettonico ed artistico, non è eccezionale ma ha un valore simbolico che fa pensare agli orrori della schiavitù e celebra gli sforzi degli anglicani per la diffusione del cristianesimo in Africa.
All'interno della cattedrale, si trova una croce fatta con il legno dell’albero ai cui piedi venne sepolto il cuore di David Livingston, l’esploratore britannico che si stabilì a Stone Town per pianificare il suo ultimo viaggio nell'entroterra della Tanzania, alla ricerca delle sorgenti del Nilo.
Si dice che l'altare si trovi nel punto esatto in cui si trovava il principale "montante" del mercato.
Accanto alla chiesa, è possibile vedere il famosissimo monumento dedicato alla schiavitù, con alcune figure in pietra incatenate con autentiche catene di schiavi.
Si possono visitare anche parte dei condotti sotterranei e le celle, squallide piccolissime cantine senza finestra ed aria fresca o servizi igienici, dove venivano segregati e rinchiusi moltissimi schiavi.
Come molti altri edifici storici in pietra corallina a Stone Town, la cattedrale sperimenta problemi di degrado e strutturali e necessita di essere restauri.
La cattedrale è collegata con la cattedrale di Ely, nella diocesi di Ely, Cambridgeshire, Regno Unito.

## Galleria d'immagini

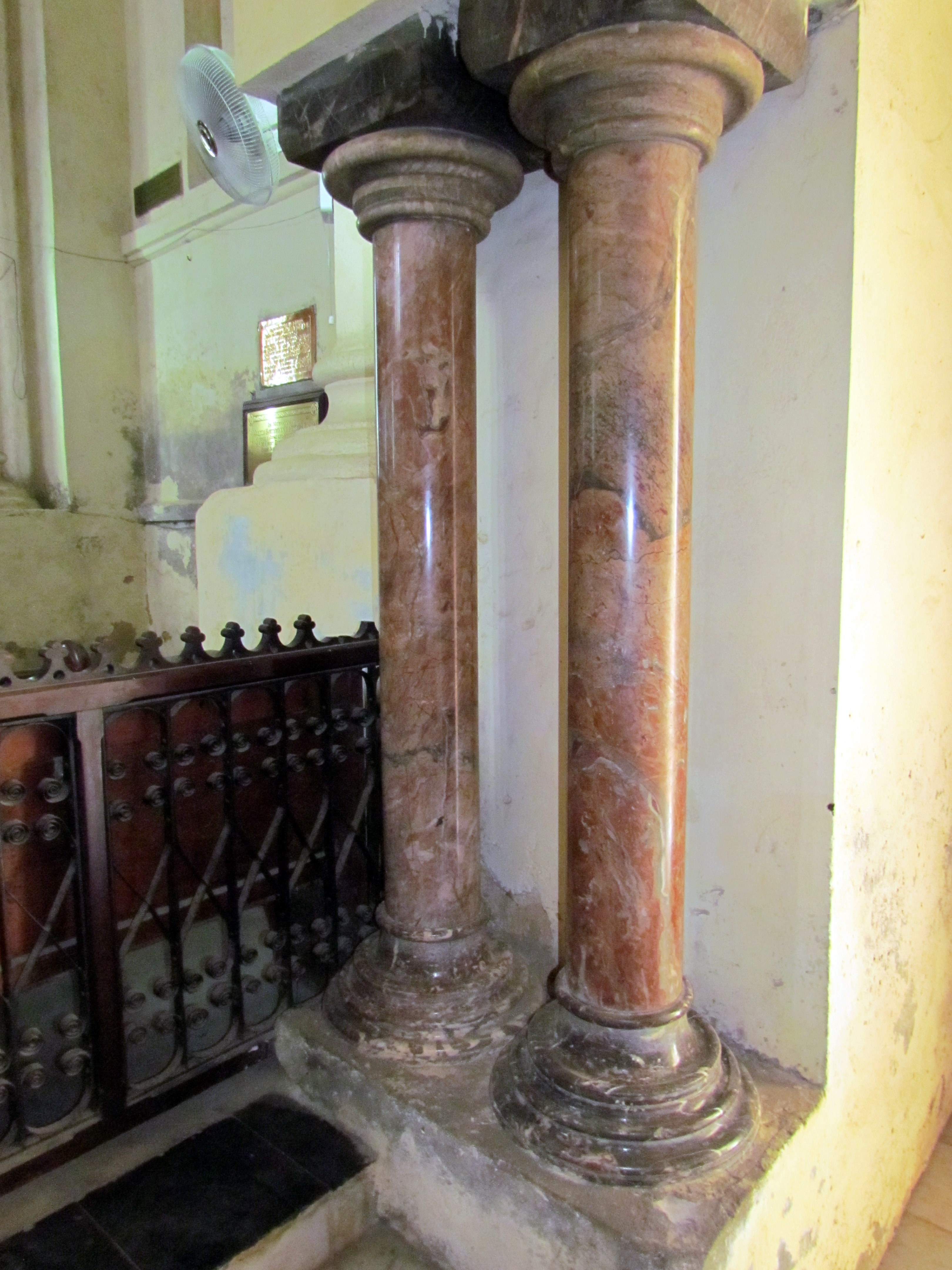
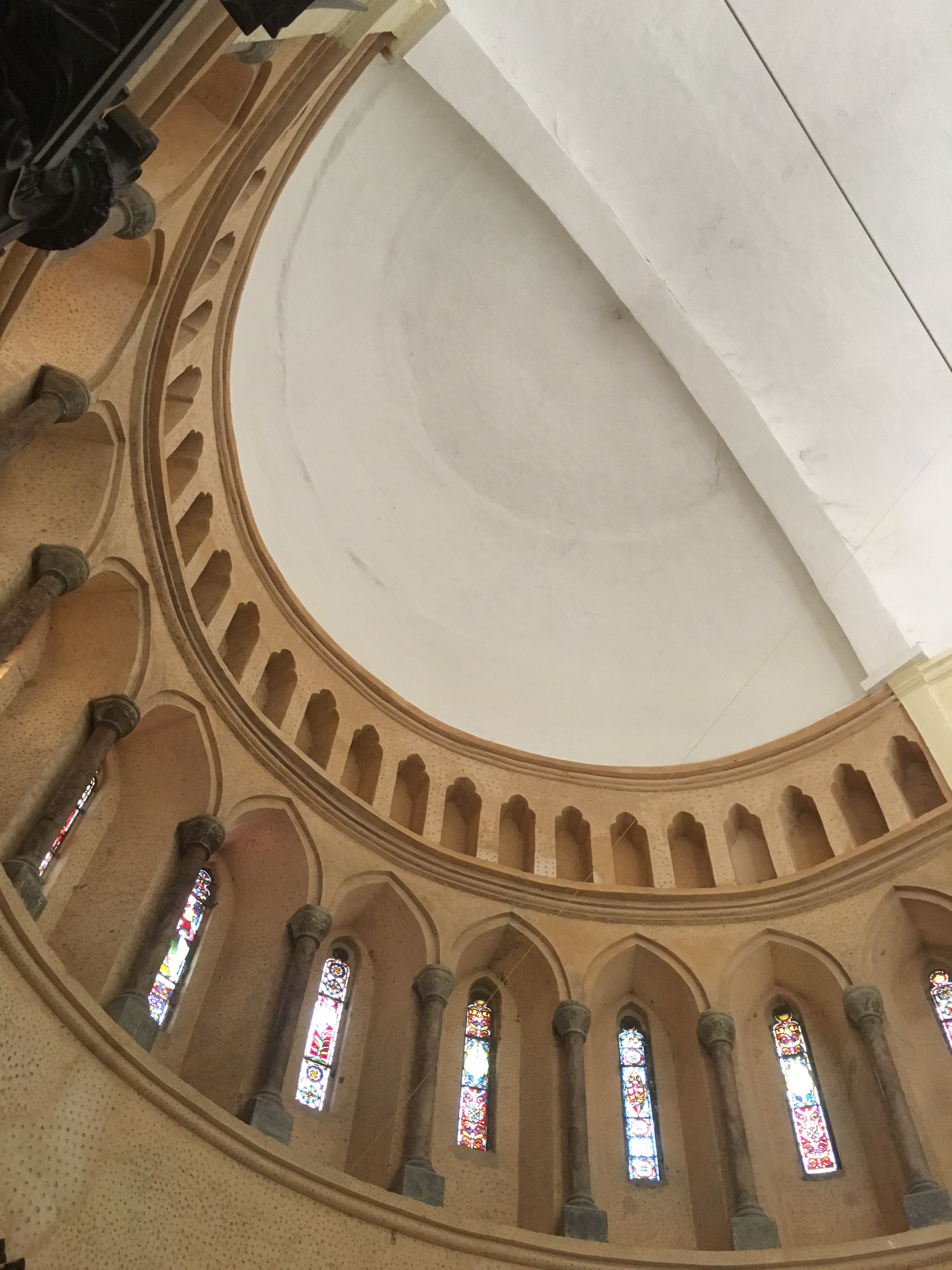
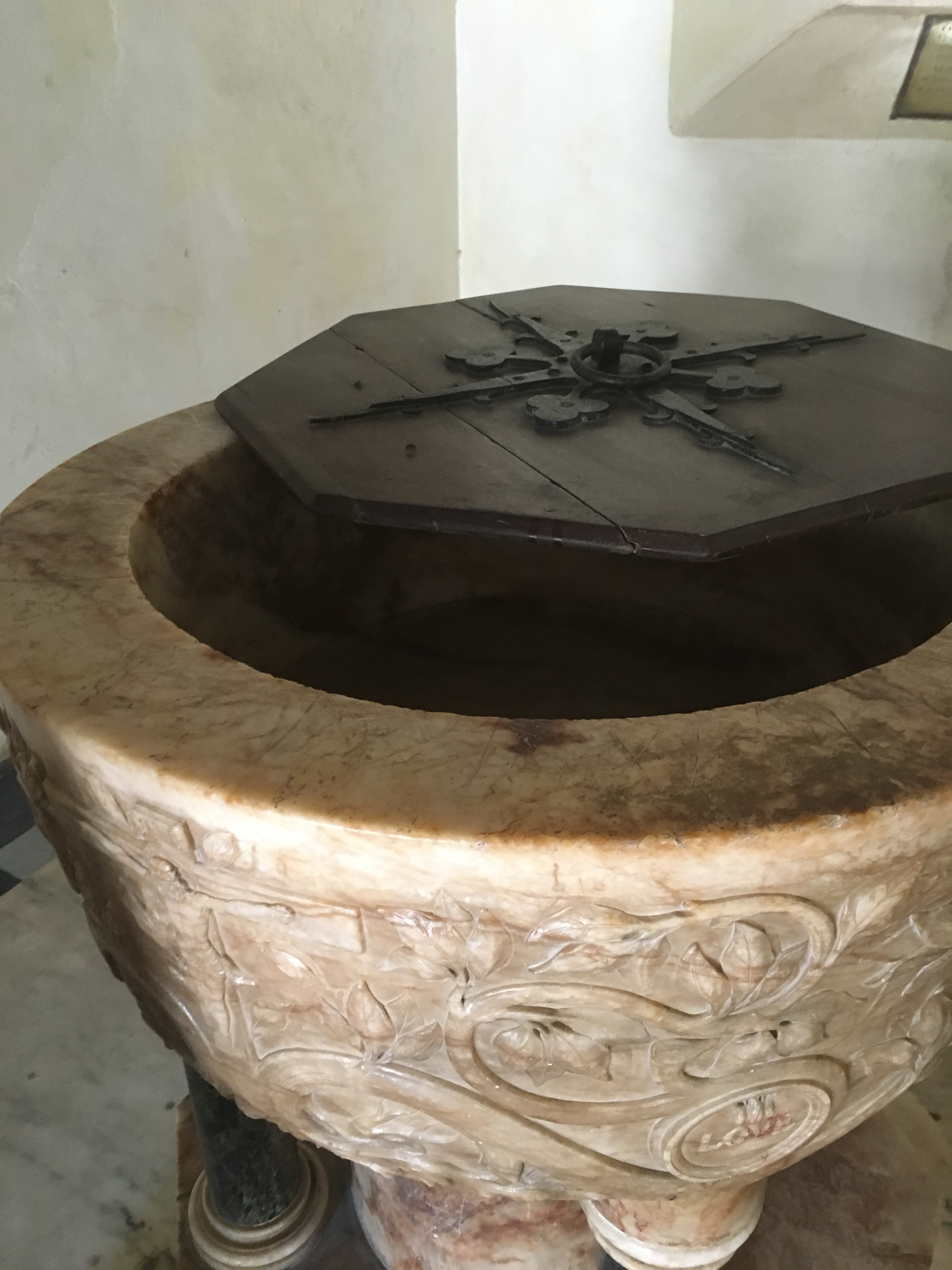
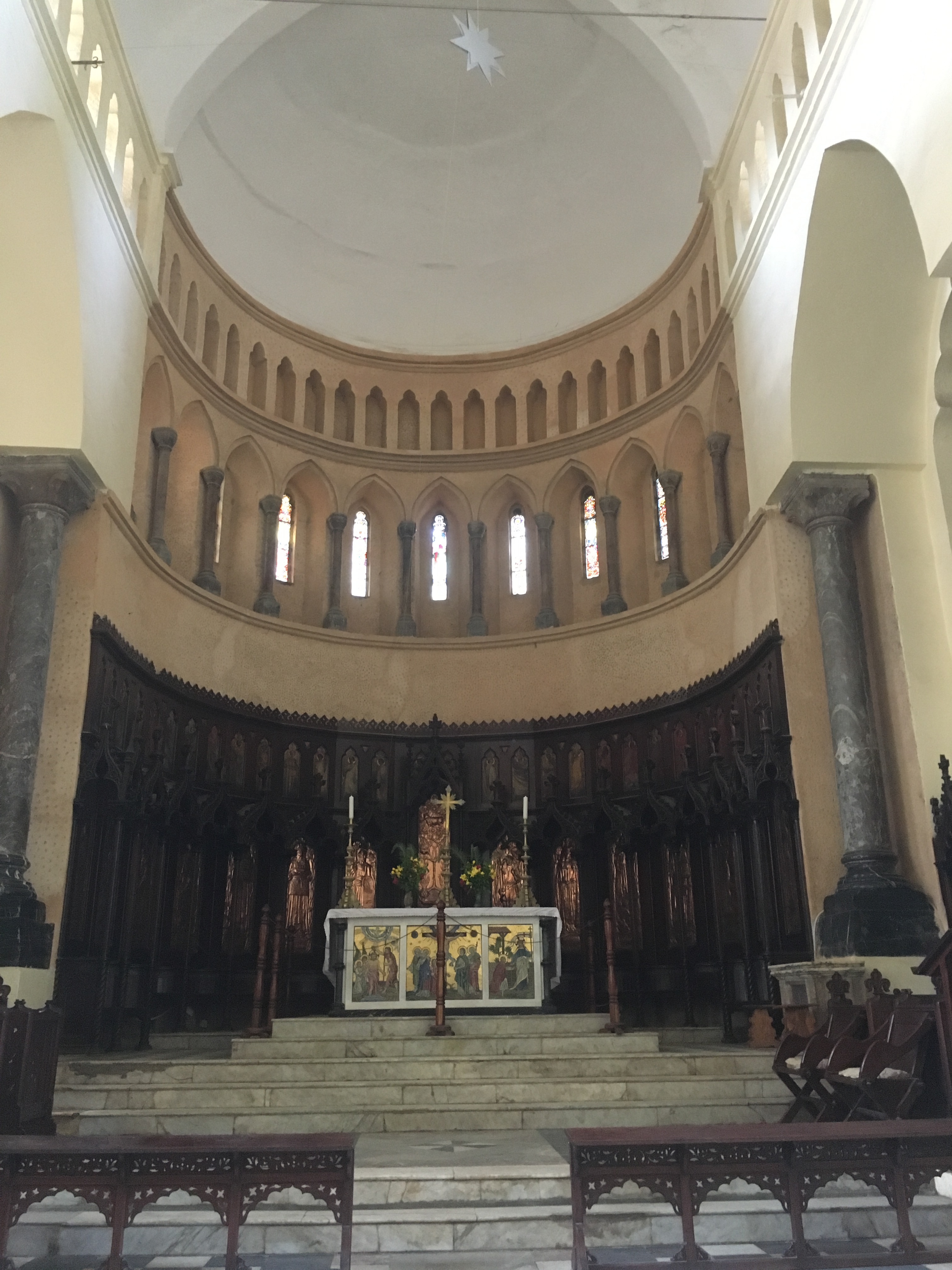
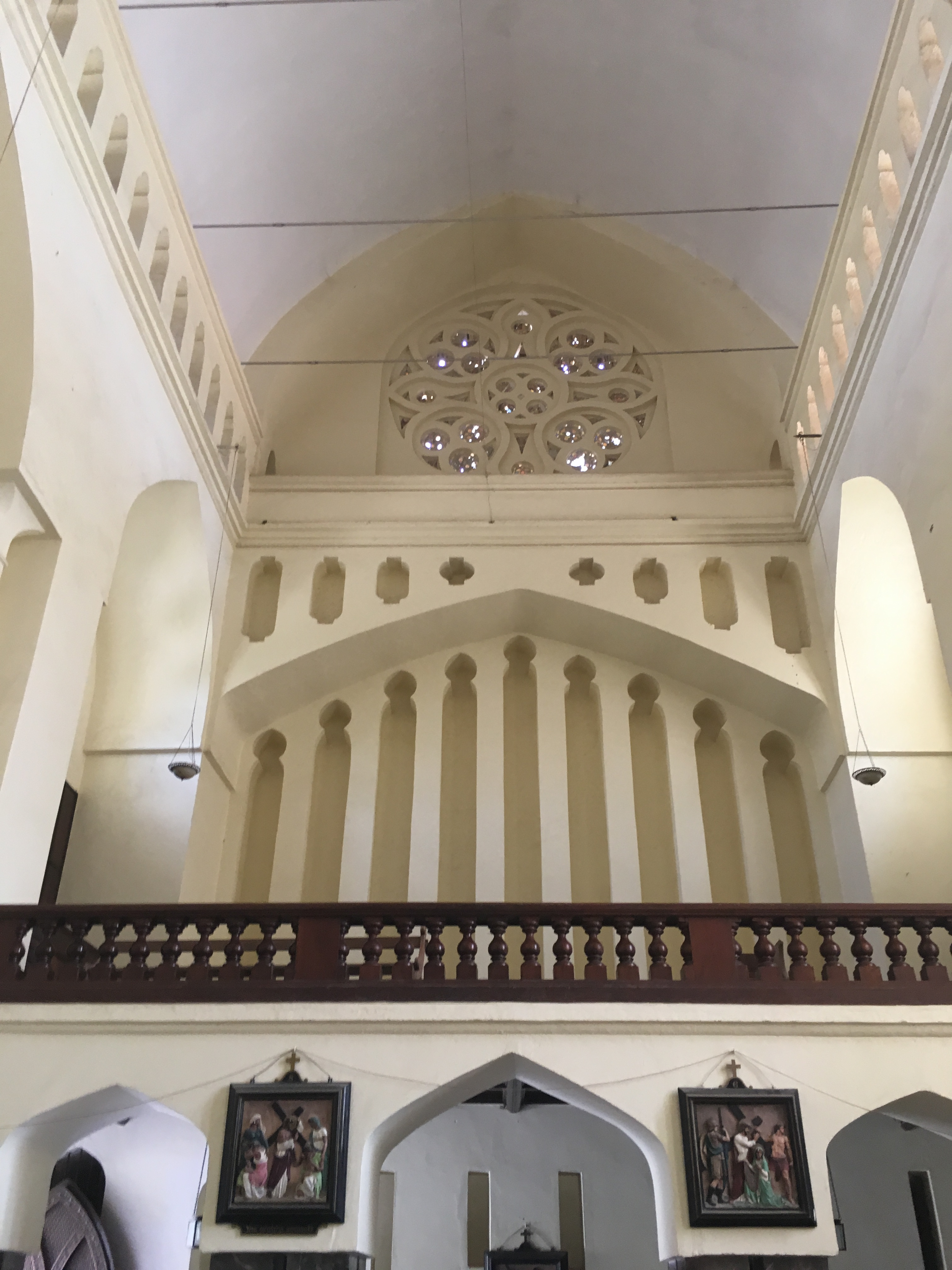
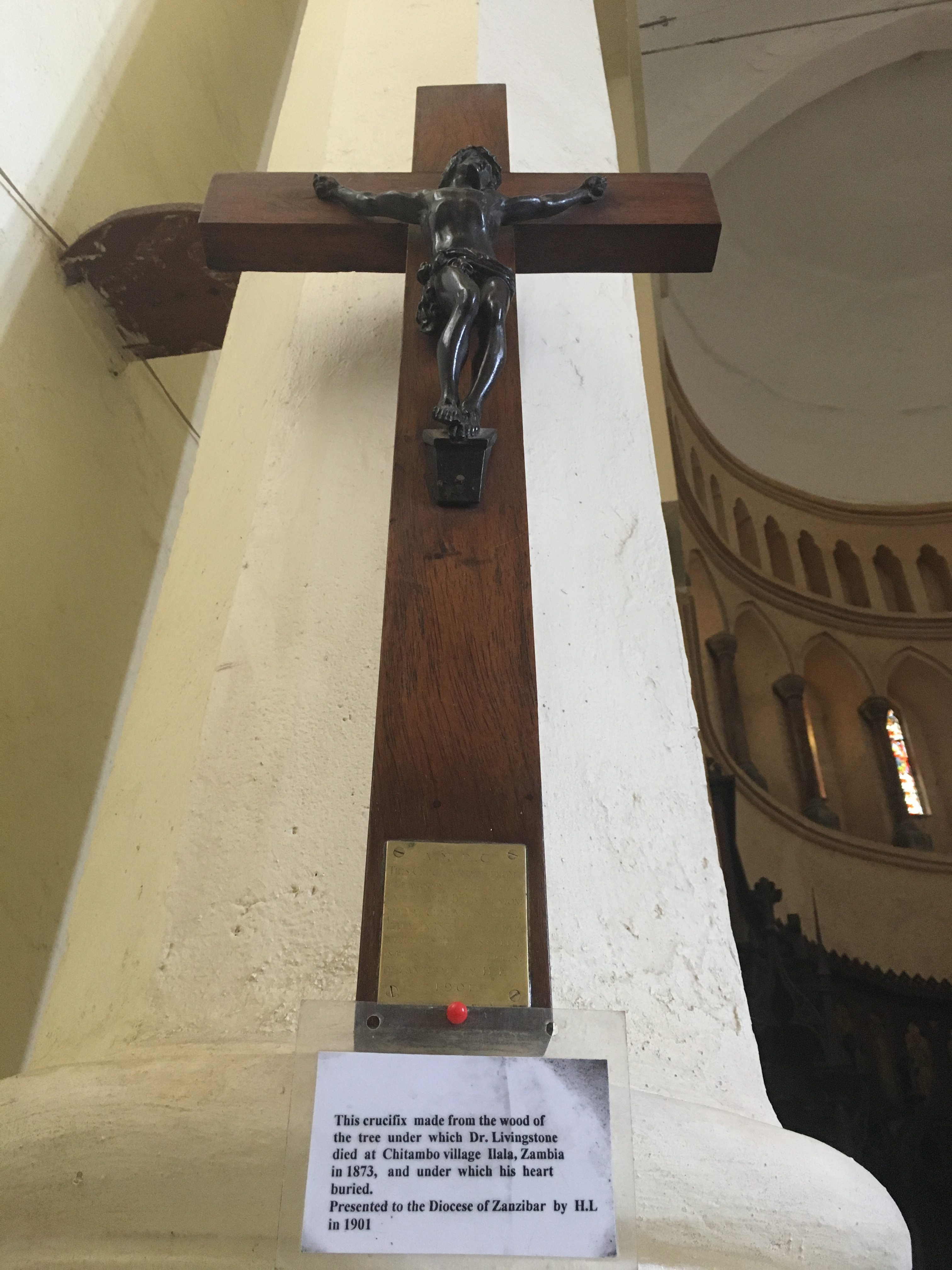
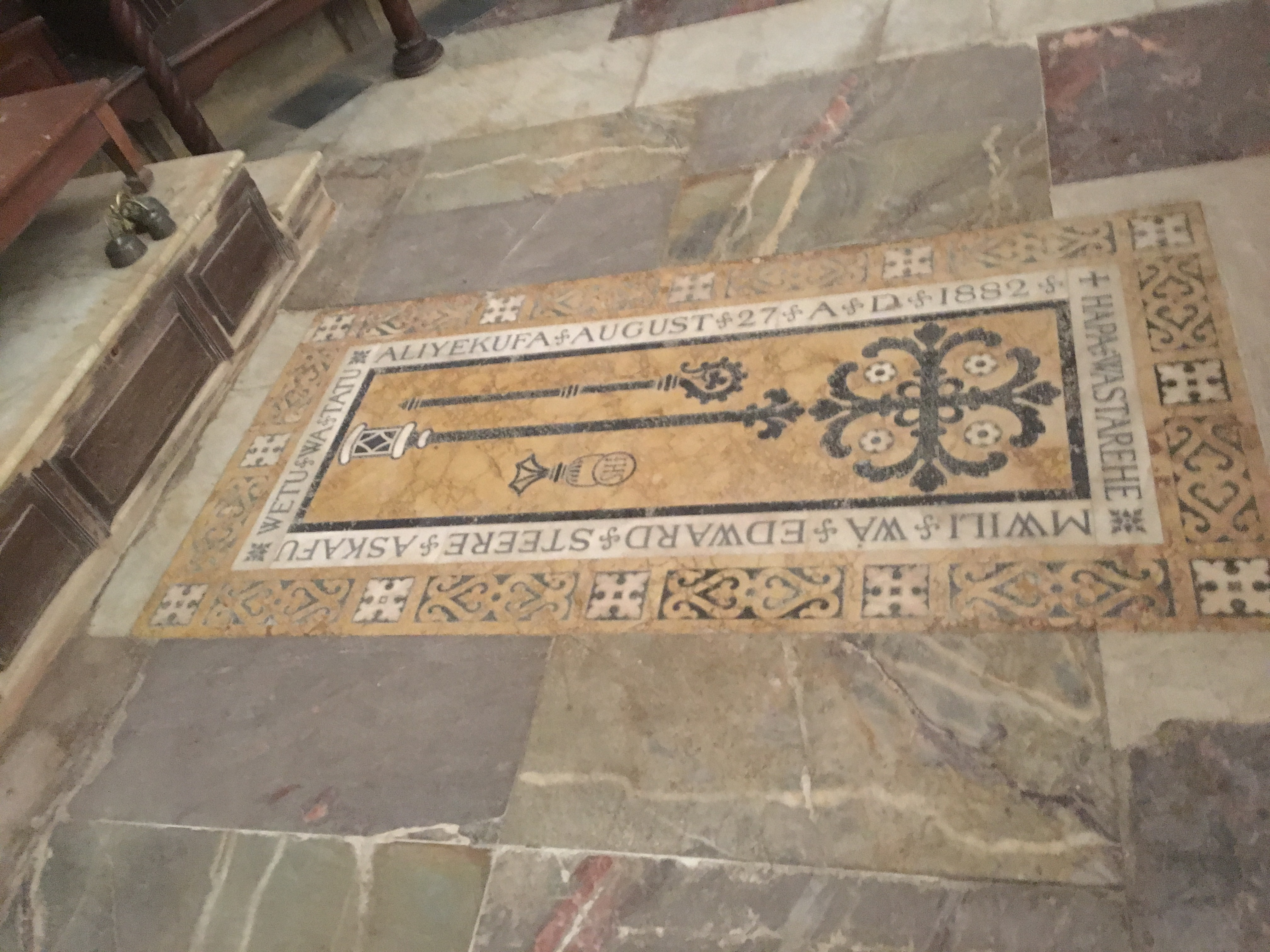